# Diócesis de Carpi
La diócesis de Carpi (en latín: Dioecesis Carpensis y en italiano: Diocesi di Carpi) es una circunscripción eclesiástica de la Iglesia católica en Italia. Se trata de una diócesis latina, sufragánea de la arquidiócesis de Módena-Nonántola. Desde el 7 de diciembre de 2020 su obispo es Erio Castellucci.

## Territorio y organización

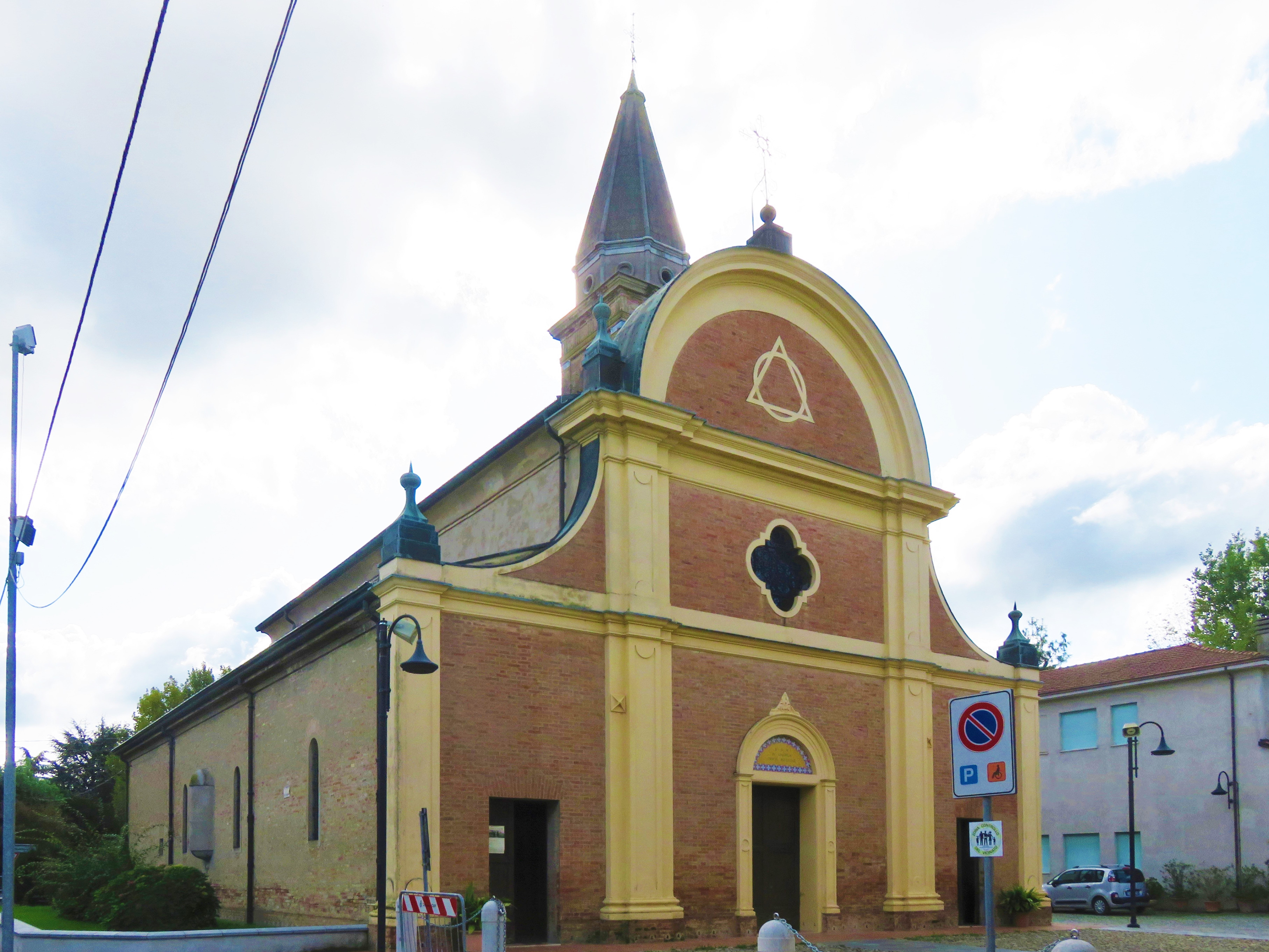
Santuario de la Invención de la Santa Cruz, en Carpi

La diócesis tiene 415 km² y extiende su jurisdicción sobre los fieles católicos de rito latino residentes en parte de la región de Emilia-Romaña, comprendiendo en la provincia de Módena las comunas de Carpi, San Possidonio, Novi di Modena, Concordia sulla Secchia, Mirandola, Soliera (solo la fracción de Limidi), Campogalliano (solo la fracción de Panzano) y una pequeña parte de la comuna de San Felice sul Panaro en el área de Mortizzuolo. Comprende también la comuna de Rolo en la provincia de Reggio Emilia.

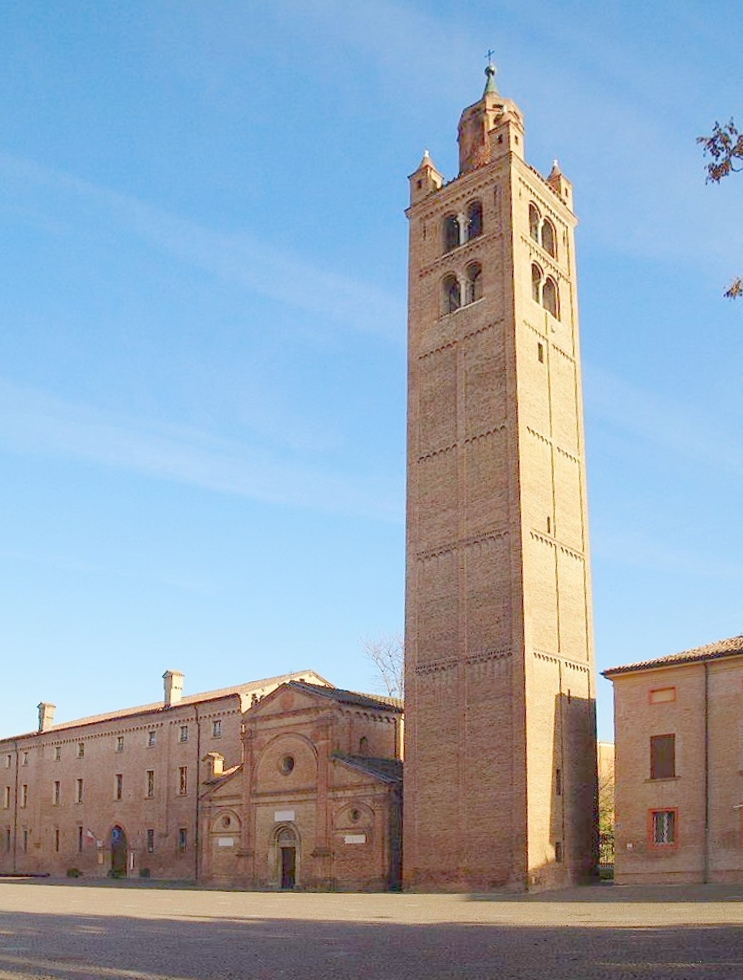
Iglesia de Santa María, en Carpi. Data de 752, siendo la más antigua de la ciudad

La sede de la diócesis se encuentra en la ciudad de Carpi, en donde se halla la Catedral basílica de Santa María Asunta, el santuario de la Invención de la Santa Cruz y el santuario de la Virgen de los Ponticelli, en la fracción de San Marino.
En 2023 en la diócesis existían 39 parroquias agrupadas en 7 zonas pastorales enumeradas del 1 al 7.

## Historia
La Iglesia de Carpi, fundada tradicionalmente por el rey lombardo Astolfo en el año 751, aparece mencionada por primera vez en dos bulas papales de 1113 y 1123, en las que la iglesia parroquial de Santa María (llamada "la Sagra") quedaba exenta de la jurisdicción episcopal del obispo de Reggio y sujeta inmediatamente a la Santa Sede. La independencia y los privilegios adjuntos, causa de desacuerdos con la Iglesia de Reggio, fueron confirmados y reconocidos explícitamente por los papas posteriores, en particular el papa Gregorio VII y el papa Urbano II. Durante el principado de la familia Pío de Saboya, la ciudad fue embellecida con la iglesia de Santa María Asunta, que luego se convirtió en catedral, el templo de San Nicolás, el complejo conventual de San Roque, el monasterio de Santa Clara y muchas otras obras.
A petición de Pío, del papa Julio II y del papa León X con las bulas Vice illius del 1 de febrero de 1512 y Romani Pontificis del 1 de mayo de 1515, ampliaron el territorio de la archipretura nullius dioecesis sustrayendo algunas parroquias de la diócesis de Módena, de la abadía de Nonántola y de la diócesis de Reggio Emilia. A los arciprestes se les concedieron las facultades ordinarias de los obispos; algunos de ellos tuvieron posteriormente también el carácter episcopal ad personam. Desde el 23 de octubre de 1643 san Bernardino de Siena fue proclamado patrono principal de la ciudad, quedando secundariamente el patronazgo de san Valeriano de Roma, san Francisco de Asís y san Sebastián.
La archipretura nullius fue erigida como diócesis por el papa Pío VI el 1 de diciembre de 1779 mediante la bula Inter plurimas.(en latín) Bula Inter plurimas, en Bullarii romani continuatio, Tomo VI, Roma, 1845, pp. 156-159. El primer obispo fue Francesco Benincasa de Sassuolo, que había sido el último arcipreste. En 1821 el territorio de las comunas de Concordia sulla Secchia, Mirandola y San Poxidenio fue agregado a la diócesis de Reggio Emilia. En 1822 el control de la aislada iglesia parroquial de Trebbio (situada en los Apeninos de Módena) pasó a la jurisdicción de la diócesis de Módena. En 1872 la parroquia de Rolo, en la provincia de Reggio Emilia, fue agregada a la diócesis de Mantua.
Originalmente sufragánea de la arquidiócesis de Bolonia, en 1855, tras la erección de la provincia eclesiástica de Módena, pasó a formar parte de esta última.
Los años de la Segunda Guerra Mundial y la posguerra fueron convulsos pero vieron el ejemplo caritativo cristiano de muchas figuras, especialmente desde el punto de vista social. Vigilio Federico Dalla Zuanna trabajó personalmente para evitar la masacre de civiles en Limidi, una aldea de Soliera, e hizo todo lo posible para ayudar a los prisioneros (primero opositores y deportados, luego profascistas) en el campo de concentración de Fossoli. Fueron los años del sacrificio de las vidas de Francesco Venturelli y Odoardo Focherini. En este período también nacieron las obras de Marianna Saltini conocida como "Mamma Nina" y de su hermano Zeno Saltini, fundador de Nomadelfia.
El 25 de marzo de 1949, con la carta apostólica Geminae sanctitatis, el papa Pío XII proclamó a san Bernardino Realino patrón principal de la ciudad y de la diócesis, junto con san Bernardino de Siena.
En 2008 se inauguró y abrió al público el museo diocesano de Carpi que lleva el nombre del cardenal Rodolfo Pio en la iglesia de Sant'Ignazio di Loyola en Corso Fanti, adyacente al seminario episcopal.
El terremoto de Emilia de 2012 causó enormes daños a los edificios religiosos: la catedral, dañada como casi todas las iglesias de la diócesis por los temblores del 29 de mayo, fue reabierta al culto en 2017.
Carpi y su diócesis han sido visitadas por seis papas: el papa Gregorio VII en 1077, el papa Pascual II en 1106, el papa Lucio III en 1181 y el papa Juan Pablo II en 1988. Este último pronunció un discurso en una concurrida Piazza Martiri y se reunió con los jóvenes. Personas en la catedral, acompañadas por el obispo Alessandro Maggiolini. El 26 de junio de 2012, el papa Benedicto XVI visitó Rovereto sulla Secchia, en la comuna de Novi di Modena, orando delante de la iglesia de Santa Catalina de Alejandría donde, a causa del terremoto del 29 de mayo de 2012, Ivan Martini había perdido su vida. A continuación, el papa se reunió con los ciudadanos y los fieles. El 2 de abril de 2017, el papa Francisco realizó una visita pastoral a la diócesis. Celebró la Santa Misa y el Ángelus en la Piazza dei Martiri de Carpi y después, acompañado por el obispo Francesco Cavina, saludó a los fieles presentes en el centro histórico y fue a almorzar al seminario episcopal. Posteriormente tuvo lugar un encuentro en el interior del gran salón con los sacerdotes de la diócesis, los diáconos, los religiosos y religiosas, luego el papa partió hacia Mirandola, donde después de una breve visita y un homenaje floral al altar mayor de la catedral de Santa María la Mayor, pronunció un discurso en la Piazza della Conciliazione ante la población presente y se reunió con las familias de las víctimas del terremoto de 2012. Posteriormente se dirigió a la parroquia de Santi Giacomo y Filippo di San Giacomo Roncole donde, después de una oración en el memorial de los fallecidos en el terremoto, partió en helicóptero hacia la Ciudad del Vaticano.
El 15 de junio de 2013 se celebró en la Piazza dei Martiri de Carpi la ceremonia de beatificación de Odoardo Focherini, presidida por el cardenal Angelo Amato.
Desde el 7 de diciembre de 2020 está unida in persona episcopi a la arquidiócesis de Módena-Nonantola. El 18 de septiembre de 2024 se anunció la petición de la Santa Sede de completar la unificación entre las dos diócesis.

## Estadísticas
Según el Anuario Pontificio 2024 la diócesis tenía a fines de 2023 un total de 119 444 fieles bautizados.
de 
| Año                                                                             | Población            | Población | Población      | Sacerdotes | Sacerdotes    | Sacerdotes    | Bautizados por sacerdote | Diáconos permanentes | Religiosos | Religiosos | Parroquias |
| Año                                                                             | Bautizados católicos | Total     | % de católicos | Total      | Clero secular | Clero regular | Bautizados por sacerdote | Diáconos permanentes | Varones    | Mujeres    | Parroquias |
| ------------------------------------------------------------------------------- | -------------------- | --------- | -------------- | ---------- | ------------- | ------------- | ------------------------ | -------------------- | ---------- | ---------- | ---------- |
| 1950                                                                            | 96 000               | 96 000    | 100.0          | 92         | 84            | 8             | 1043                     |                      | 9          | 100        | 32         |
| 1959                                                                            | 100 000              | 100 637   | 99.4           | 94         | 86            | 8             | 1063                     |                      | 11         | 165        | 39         |
| 1970                                                                            | 104 600              | 104 631   | 100.0          | 88         | 80            | 8             | 1188                     |                      | 10         | 170        | 40         |
| 1980                                                                            | 110 900              | 111 044   | 99.9           | 92         | 82            | 10            | 1205                     |                      | 12         | 134        | 41         |
| 1990                                                                            | 113 700              | 114 000   | 99.7           | 75         | 70            | 5             | 1516                     |                      | 8          | 112        | 39         |
| 1999                                                                            | 113 362              | 115 447   | 98.2           | 59         | 56            | 3             | 1921                     | 4                    | 4          | 76         | 39         |
| 2000                                                                            | 115 672              | 117 938   | 98.1           | 56         | 53            | 3             | 2065                     | 3                    | 4          | 71         | 39         |
| 2001                                                                            | 114 045              | 116 927   | 97.5           | 57         | 53            | 4             | 2000                     | 3                    | 4          | 67         | 39         |
| 2002                                                                            | 113 020              | 116 273   | 97.2           | 58         | 50            | 8             | 1948                     | 8                    | 10         | 60         | 39         |
| 2003                                                                            | 113 508              | 117 416   | 96.7           | 54         | 47            | 7             | 2102                     | 10                   | 10         | 57         | 39         |
| 2004                                                                            | 112 870              | 117 659   | 95.9           | 56         | 48            | 8             | 2015                     | 10                   | 8          | 59         | 39         |
| 2006                                                                            | 114 481              | 121 223   | 94.4           | 53         | 44            | 9             | 2160                     | 11                   | 13         | 58         | 39         |
| 2013                                                                            | 116 947              | 129 019   | 90.6           | 62         | 51            | 11            | 1886                     | 16                   | 11         | 44         | 39         |
| 2016                                                                            | 116 920              | 130 298   | 89.7           | 67         | 51            | 16            | 1745                     | 16                   | 16         | 59         | 39         |
| 2017                                                                            | 116 553              | 131 537   | 88.6           | 67         | 51            | 16            | 1745                     | 16                   | 16         | 59         | 39         |
| 2019                                                                            | 116 928              | 131 157   | 89.2           | 68         | 52            | 16            | 1719                     | 16                   | 16         | 62         | 39         |
| 2021                                                                            | 117 804              | 133 931   | 88.0           | 61         | 49            | 12            | 1931                     | 16                   | 12         | 56         | 39         |
| 2023                                                                            | 119 444              | 135 279   | 88.3           | 61         | 47            | 14            | 1958                     | 16                   | 14         | 52         | 39         |
| Fuente: Catholic-Hierarchy, que a su vez toma los datos del Anuario Pontificio. |                      |           |                |            |               |               |                          |                      |            |            |            |

## Episcopologio
- Francesco Benincasa, S.I. † (13 de diciembre de 1779-13 de diciembre de 1793 falleció)
- Carlo Belloni † (12 de septiembre de 1794-22 de julio de 1800 falleció)
  - Sede vacante (1800-1807)
- Giacomo Boschi † (18 de septiembre de 1807-21 de marzo de 1815 falleció)
  - Sede vacante (1815-1822)
- Filippo Cattani † (19 de abril de 1822-3 de julio de 1826 nombrado obispo de Reggio Emilia)
- Adeodato Caleffi, O.S.B. † (2 de octubre de 1826-5 de julio de 1830 nombrado obispo de Módena)
- Clemente Maria Basetti † (28 de febrero de 1831-12 de junio de 1839 falleció)
- Pietro Raffaelli † (23 de diciembre de 1839-20 de abril de 1849 nombrado obispo de Reggio Emilia)
- Gaetano Maria Cattani † (7 de enero de 1850-28 de enero de 1863 falleció)
  - Sede vacante (1863-1871)
- Gherardo Araldi † (27 de octubre de 1871-11 de diciembre de 1891 renunció[nota 1])
- Andrea Righetti † (14 de diciembre de 1891-6 de junio de 1924 falleció)
- Giovanni Pranzini † (18 de noviembre de 1924-22 de junio de 1935 falleció)
- Carlo De Ferrari, C.S.S. † (16 de diciembre de 1935-12 de abril de 1941 nombrado arzobispo de Trento)
- Vigilio Federico Dalla Zuanna, O.F.M.Cap. † (12 de mayo de 1941-24 de noviembre de 1952 renunció[nota 2])
- Artemio Prati † (31 de diciembre de 1952-7 de abril de 1983 retirado)
- Alessandro Maggiolini † (7 de abril de 1983-31 de enero de 1989 nombrado obispo de Como)
- Bassano Staffieri † (11 de julio de 1989-10 de julio de 1999 nombrado obispo de La Spezia-Sarzana-Brugnato)
- Elio Tinti † (17 de junio de 2000-14 de noviembre de 2011 retirado)
- Francesco Cavina (14 de noviembre de 2011-26 de junio de 2019 renunció)
- Erio Castellucci, desde el 7 de diciembre de 2020[nota 3]